# Harmonieorkest

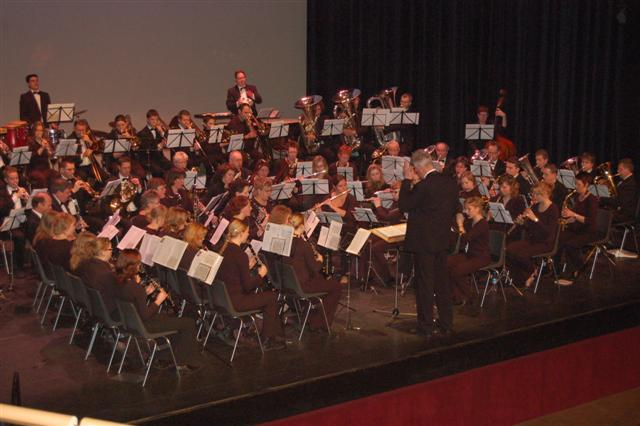
Een groot harmonieorkest: Muziekvereniging Excelsior, Winterswijk

Een harmonieorkest of kortweg harmonie is een orkest dat bestaat uit blaasinstrumenten en slagwerkinstrumenten.
In tegenstelling tot de fanfare bestaat een harmonie niet uitsluitend uit koperblazers, saxofoons en slagwerkers, maar ook uit andere houtblazers zoals klarinet, dwarsfluit, hobo en fagot. Door deze bezetting is de harmonie in staat een groter scala aan nuances te verklanken.

## Bezetting
Hoewel de bezetting per orkest kan variëren, zijn de volgende instrumenten in een harmonieorkest te vinden:
- Houtblaasinstrumenten:
  - Piccolo (fluit)
  - Dwarsfluit 1-2(-3)
  - Altfluit (soms)
  - Hobo 1-2
  - Althobo (Engelse hoorn)
  - Es-klarinet
  - Besklarinet 1-2-3 (soms ook solo en/of 4e stem)
  - Altklarinet (soms ook contra-altklarinet)
  - Basklarinet (soms ook contrabasklarinet)
  - Fagot 1-2
  - Contrafagot
  - Altsaxofoon 1-2-3
  - Tenorsaxofoon 1-2
  - Baritonsaxofoon
  - Contra-altklarinet (soms)
  - Contrabasklarinet (soms)
  - Sopraansaxofoon (soms)
  - Bassaxofoon (soms)
- Koperblaasinstrumenten:
  - Trompet 1-2-3
  - F/Es Hoorn 1-3, 2-4
  - Eufonium / Bariton
  - Trombone 1-2-3
  - Bastrombone
  - Bes- en Es Tuba
  - Bugel (soms)
  - Cornet (soms)
- Strijkinstrumenten:
  - Contrabas
  - Cello (soms)
- Toetsinstrumenten:
  - Celesta (soms)
  - Synthesizer / Keyboard (soms)
- Slagwerk:
  - Pauken
  - Kleine trom
  - Grote trom
  - Bekkens
  - Triangel
  - Tomtoms
  - Tamtam
  - Buisklokken
  - Klokkenspel
  - Xylofoon
  - Vibrafoon
  - Marimba
  - Andere percussie- en effectinstrumenten
- Tokkelinstrumenten:
  - Harp (soms)
  - Gitaar (soms)
  - Basgitaar (soms)

## De geboorte van het harmonieorkest
De Franse Revolutie was een politieke omwenteling in het laatste decennium van het achttiende-eeuwse Frankrijk waarbij de monarchie werd vervangen door een republiek. De revolutie ontketende een periode van oorlog die 23 jaar lang door Europa zou woeden. Op 14 juli 1789 bestormden Parijzenaren de gevangenis van de Bastille. Die dagen werd door de burgers ook een eigen militie, de Garde Nationale, opgericht.

### De “Musique de la Garde Nationale”
Tot aan de inname van de Bastille betekende harmoniemuziek in Frankrijk muziek voor een blazersensemble van 8 tot 12 muzikanten, zoals trouwens ook in Engeland, Pruisen, Oostenrijk en andere landen het geval was. Nog geen jaar later telde Parijs een beroepsorkest van ten minste 45 muzikanten.
Op 14 juli 1790 was de eerste herdenking van de val van de Bastille. De ceremonie werd afgerond met de eerste “Te Deum” van François-Joseph Gossec voor driestemmig mannenkoor, en groot harmonieorkest (“musique militaire” van 12 muzikanten, namelijk fluiten, klarinetten, hobo’s , trompetten, hoorns, fagotten, serpenten en slagwerk).
Dankzij dit succes besliste de “Commune de la Ville de Paris” tot de oprichting van een beroepsmuziekkorps in de schoot van de Garde Nationale.
De eerste dirigent werd Gossec. In de volgende negen maanden erna werd het moderne harmonieorkest geboren. 1790 kan men dus als geboortejaar van het harmonieorkest betitelen.
Voor de val van de Bastille waren openbare concerten schaars. Na de Franse Revolutie veranderde dit snel. Omdat het speelliedengilde was afgeschaft, zochten veel muzikanten noodgedwongen ander werk. Ze richtten samen met welgestelde burgers muziekverenigingen op om zelf concerten te organiseren.
Een andere stimulans kwam van de militaire muziek, die rond 1800 een nieuw en modieus karakter kreeg. De militaire ensembles werden groter en er werd ‘Turks’ slagwerk aan toegevoegd, een nieuwigheid die fel bijdroeg tot de populariteit van de openluchtmuziek.
De muziekverenigingen en militaire orkesten speelden zoveel concerten dat in of nabij de parken waar ze optraden, zalen gebouwd werden. Dat waren de eerste concertzalen zoals wij ze nog kennen. Net als in de opera vonden er ook bals plaats. Parallel met het ontstaan 337 nationale hymnen, koorwerken en cantates, al of niet met begeleiding van symfonische of militaire orkesten, gecomponeerd.
Het gezelschap geeft podiumconcerten of marcheert op de maat van de muziek. Wanneer gemarcheerd wordt, wordt de harmonie soms voorafgegaan door tamboers die achter de tambour-maître (ook wel tamboer-majoor genoemd) marcheren. Deze laatste bepaalt het marstempo en geeft het traject aan. De dirigent bepaalt meestal het repertoire, maar 'op straat' wordt dit vaak overgelaten aan de tambour-maître.
Het harmonieorkest is voortgekomen uit de militaire orkesten die een functie hadden (en hebben) om ceremonies muzikaal te begeleiden. Vanwege het goedkopere instrumentarium - vergeleken met de duurdere strijkinstrumenten - was het financieel haalbaar om in vele dorpen en steden een harmonieorkest op te richten voor de amateur muzikant. Professionele (militaire) orkesten hadden een voorbeeldfunctie in het repertoire met premières van nieuwe werken en nu het uitgeven van CD's.

### Nog vroeger in Oostenrijk
Al in 1771 kreeg de pas ingestelde Jan Nepomuk Vent van zijn dienstheer Prins Joseph Adam de Schwarzenberk de opdracht een harmonieorkest op te stellen en dat lukte met twee hobo's (Jiří Triebensee en Ludvík Partl), twee althobo's (Jan Nepomuk Vent en Ignác Teimer), twee hoorns (Fikar en Bradac) en twee fagotten (Vodecka en Kautzner). In 1781/1782 - en daarmee ook nog voor de Franse Revolutie - werd aan het keizerlijke hof in Wenen ook een harmonieorkest opgericht.

### Ook in Rusland en Pruisen
In beide monarchieën kende het leger al voor de Franse Revolutie een Hoboïstenkorps, dat versterkt met signaalhoorns en trompetten ook als voorloper van het harmonieorkest kan worden beschouwd. Het repertoire bestond gedeeltelijk uit de Marsencollectie van het Pruisische leger I en Marsencollectie van het Pruisische leger II. In deze categorie behoren ook de zogenoemde Stadtpfeifer, en Zünfte met trompetten, hoorns, trombones en pauken, die in de grote steden werkten. Bekende namen uit deze ensemble-vormen zijn Johann Christoph Pezel, Johann Gottfried Reiche en Johann Ernst Altenburg.

## Onderscheid tussen harmonieorkesten en symfonieorkesten
In tegenstelling tot het symfonieorkest is het moderne harmonieorkest een relatief nieuwe orkestvorm, hoewel er orkesten zijn van meer dan 200 jaar oud. De oudste harmonie in België is de Koninklijke Harmonie Sinte-Cecilia uit Reet gesticht in 1770. De oudste vereniging in Nederland is de Koninklijke Harmonie van Roermond, opgericht in 1775. Deze vereniging had echter eerst een andere functie; als het gaat om het harmonieorkest is de Koninklijke Harmonie St. Cecilia Mheer, opgericht in 1821, het oudste.
Andere verschillen zijn de functie en het repertoire van het harmonieorkest. Speelt het symfonieorkest alleen in de concertzaal, het blaasorkest vervult tevens een sociale functie en wordt ingezet bij allerlei gebeurtenissen, bijvoorbeeld festiviteiten, huldigingen etc. In repertoire is er een overlap: naast werken die speciaal voor harmonieorkest geschreven zijn, spelen harmonieorkesten ook bewerkingen van symfonische muziek (waaronder het laat-romantisch en 20e-eeuws repertoire, filmmuziek en stukken uit musicals).

## Repertoire
Tot aan de jaren '50 van de 20e eeuw bestond het gebruikelijke repertoire voor het harmonieorkest vooral uit bewerkingen van klassieke ouvertures en marsen. Daarna zijn er steeds meer muziekstukken speciaal voor blaasorkesten geschreven. Componisten maken ook wel verschillende versies van hun werk voor fanfare, harmonie en symfonieorkest. De top van de amateurorkesten speelt tegenwoordig technisch en muzikaal moeilijke composities dankzij beter opgeleide muzikanten, een kwalitatief goed instrumentarium en de inzet van professionele dirigenten.

## Concoursen
Een typisch verschijnsel binnen de wereld van de blaasmuziek is het organiseren van concoursen, wedstrijden tussen de muziekverenigingen. Een vereniging kan daaraan meedoen om zichzelf op haar niveau te testen en om de eer van de vereniging of de stad waar men vandaan komt hoog te houden. Tevens zijn harmonieën verplicht eens in de 5 jaar mee te doen aan een dergelijk concours, omdat zij anders niet in een bepaalde divisie van de muziekbonden mogen blijven spelen. Enkele concoursen staan internationaal erg hoog aangeschreven, zoals het Certamen Internacional de Bandas de Musica Ciudad de Valencia in het Spaanse Valencia dat jaarlijks wordt gehouden, of het Wereld Muziek Concours in Kerkrade dat elke 4 jaar wordt georganiseerd, het Weltjugendmusikfestival te Zürich, het jaarlijkse Internationaal Concours "Flicorno d'Oro" in Riva del Garda (Italië), het Concorso Bandistico Internazionale "Vallée d'Aoste" Saint-Vincent en de MidEurope Conference te Schladming, Oostenrijk. Verder wordt er alle twee jaren een conferentie van de World Association for Symphonic Bands and Ensembles (W.A.S.B.E.) georganiseerd, waar vooraanstaande harmonieorkesten uit de hele wereld concerten met nieuwe werken geven.